# Bandpassfilter

Enkelt elektroniskt bandpassfilter.

Symbol för bandpassfilter.

Inom elektronik och optik är ett bandpassfilter ett filter som släpper igenom signaler eller ljus vars frekvens ligger mellan två bestämda värden och som dämpar övriga frekvenser mer eller mindre. Bandpassfiltrets bandbredd är differensen mellan den högsta frekvensen och den lägsta frekvensen som släpps igenom.